# Perdrix de Przewalski
Alectoris magna
Espèce
Statut de conservation UICN

 LC  : Préoccupation mineure
La Perdrix de Przewalski (Alectoris magna) est une espèce d'oiseaux de la famille des Phasianidae.

## Distribution
Centre-nord de la Chine, de Qinghai au sud-est de Kanzou et aux monts Quwu, dans l’extrême sud de la région de Ningxia Huizu.

## Sous-espèces
- A. m. magna (Prjevalsky, 1876) : forme nominative ; du Mont Riyue au bassin de Chaidamu.
- A. m. lanzhouensis Liu, Huang & Wen 2004 : bassin de Lanzhou jusqu’aux Monts Liupan à l’est.

## Habitat
La perdrix de Przewalski affectionne les pentes ensoleillées, situées entre 1 300 m et 4 000 m, à couverture végétale inférieure à 30 % essentiellement constituée de Festuca, Artemisia, Stipa. On la trouve aussi sur les versants rocailleux des canyons, parmi les éboulis à végétation xérophytique éparse. Elle évite les endroits humides couverts de végétation luxuriante ou de forêts, bien que s’approchant parfois des fermes placées le long des fleuves (Liu 1992).

## Mœurs
Ces perdrix vivent en compagnies de 8 à 10 oiseaux à la fin de l’été et en automne. Les groupes, de 15 à 30 individus, sont plus importants en hiver. Les compagnies se disloquent en fin d’hiver pour former des couples, mais les mâles célibataires se regroupent en petites bandes. Les perdrix de Przewalski se nourrissent surtout le matin et le soir, préférant rester perchées à l’ombre aux heures les plus chaudes de la journée. Adultes, elles se nourrissent de graines, de pousses herbacées, de racines, de bulbes, de rhizomes et, surtout en été et à l’automne, de quelques insectes, principalement des criquets. Mais l’alimentation des poussins est surtout formée d’invertébrés et de jeunes pousses vertes (Liu 1992, Hennache & Ottaviani 2011).

## Voix
Le répertoire vocal est plus proche de celui de la perdrix bartavelle que de celui de la perdrix choukar. Il a très bien été étudié par Liu (1992) qui a décrit plusieurs cris pour l’alarme gela, gela, gela, le marquage de territoire ga, ga, ga gela, gela, gela, et l’envol fei-ji, fei-ji, fei-ji.

## Nidification
Cette  espèce est monogame. La formation des couples a lieu fin mars, mi-avril. Le mâle marque alors son territoire du haut d’un rocher et pousse son cri « ga, ga, ga gela, gela, gela ». Les combats entre mâles ne sont alors pas rares. Les mâles participent à la construction du nid, dans un creux de rocher, sous un arbuste ou une touffe d’Artemisia, placé à un endroit ensoleillé entre 1 600 m et 3 000 m d’altitude (Liu 1992).

## Statut, conservation
Cette espèce n’est pas considérée comme menacée. Elle est même localement commune. Les principales menaces sont la dégradation de l’habitat, l’utilisation de pesticides, et la chasse qui, intensive parfois, a mené à son extinction dans certains secteurs. La déforestation dans la partie nord du Liupanshan, dans les monts Haiyuan et Quwu, permet une extension de la perdrix de Przewalski vers le nord-est de son aire de distribution actuelle, au contact de la perdrix choukar. L’hybridation qui en résulte pourrait menacer l’intégrité génétique de la perdrix de Przewalski dans cette zone (Liu 1992).